# Game Over
Game Over so slovenska pop glasbena skupina. 
Sestavljajo jo Mark (Marko), Štefan (Steffanio) in Denis (Dennis). Ime za skupino je predlagal njihov producent Zvone Tomac.
Vloge:
- Avtor glasbe in besedila: Steffanio
- Koreografija: Mark
- Vokal: Dennis
- Managerka: Natka Geržina
- Producent: Zvone Tomac

## Albuma
- Igra za 2 (Menart Records, november 2002)

- Višja sila (Menart Records, konec leta 2003)

### Igra za dva
| Št.pesmi na CD | Naslov                   |
| -------------- | ------------------------ |
| 1.             | "Igra za 2"              |
| 2.             | "Ubila si del mene"      |
| 3.             | Mladost                  |
| 4.             | Maria                    |
| 5.             | Sambo pleše Marija       |
| 6.             | Ob tebi                  |
| 7.             | Naj vedo                 |
| 8.             | Uživaj življenje         |
| 9.             | Zakaj, zakaj             |
| 10.            | Denar - sveta vladar     |
| 11.            | Kavarna                  |
| 12.            | Sexy bejba (feat. Natka) |

### Višja sila
| Št.pesmi na CD | Naslov                      |
| -------------- | --------------------------- |
| 1.             | Višja sila                  |
| 2.             | Priložnost zamujena         |
| 3.             | Nori Štef                   |
| 4.             | Nihče ni popoln             |
| 5.             | Med dvema ognjema           |
| 6.             | Zaupanje izginilo je        |
| 7.             | Fatamorgana                 |
| 8.             | Bosna tour                  |
| 9.             | Prepovedan sadež            |
| 10.            | Zla zidovi                  |
| 11.            | Rainy Day                   |
| 12.            | Cena slave                  |
| 13.            | Franček s prijatelji        |
| 14.            | Videospot 'Nihče ni popoln' |

## Priznanja
Zlata plošča (za singel »Ubila si del mene«), dvojna platinasta plošča (za album Igra za dva) - prodan v več kot 20.000 izvodih, diamantna plošča za album Igra za dva - prodan v več kot 30.000 izvodih.
Posebno priznanje za »Odkritje leta«.

## Sodelovanje
Sodelovali so tudi s skupino B.B.T. S to skupino so posneli pesem Vrni se in posneli videospot. Sodelovali so tudi s skupino Power Dancers. Posneli so pesem Panika.
Popstars tour
Leta 2002 in 2003 sta bili turneji Popstars tour po celi Sloveniji. Leta 2002 so nastopali: Bepop, Game over, Sebastian in Power dancers. Leta 2003 pa: Game over, Bepop, B.B.T., Claudia in Unique

## Vrnitev
Člani so se po nekajletni odsotnosti leta 2012 spet združili pod okriljem Game Over in posneli singl »Zdaj grem naprej«. Pred kratkim so snemali videospot za najnovejši singel "Ne obupaj".

## Konec skupine
Februarja so člani skupine Game Over začutili, da je igre res konec in da je čas za nove glasbene izzive. Steffanio se je posvetil svojemu projektu s skupino Sexplosion, Mark in Denis pa nadaljujeta glasbeno pot v novi zasedbi z drugačnim glasbenim pristopom.